# Friedrich Rosenthal (Regisseur)
Friedrich Rosenthal (geboren als Jaques Rosenthal am 20. Juli 1885 in Wien, Österreich-Ungarn; gestorben nach dem 21. August 1942 im KZ Auschwitz) war ein österreichischer Regisseur und Dramaturg.

## Leben und Werk
Rosenthal war Theaterhistoriker, Dramaturg und Regisseur. Er arbeitete sowohl für das Theater als auch für den Stummfilm.
Er wurde als Sohn eines Kaufmanns in Wien geboren und studierte von 1902 bis 1904 an der Technischen Hochschule Wien, danach bis 1910 Philosophie an der Universität Wien. Parallel dazu besuchte er die Schauspielschule an der Akademie für Musik und darstellende Kunst in Wien. Seine Studien setzte er in Heidelberg fort, parallel dazu soll er von 1910 bis 1912 als Schauspieler bzw. Dramaturg am Großherzoglichen Hof- und Nationaltheater in Mannheim verpflichtet gewesen sein. Von 1913 bis 1929 wirkte er als Dramaturg und Regisseur am Deutschen Volkstheater in Wien. Dort inszenierte er vor allem Dramen Grillparzers, deutsche Klassiker und Volksstücke.
1920 gründete Rosenthal im Auftrag des Unterrichtsministeriums die erste staatliche Wanderbühne in Österreich. Er verwirklichte damit einerseits eine Idee des Architekten Adolf Loos (1870–1933), andererseits die Forderung nach einer Dritten Bühne, bespielt von Burg und Oper, „um Arbeitern, Beamten und dem so genannten Mittelstand den Besuch der Vorstellungen zu ermöglichen, ohne die ständig steigenden Eintrittspreise bezahlen zu müssen.“
Von 1927 bis 1931 hatte er einen Lehrauftrag für Geschichte der Bühnenkunst an der Akademie für Musik und darstellende Kunst in Wien. Ab 1932 war er als Dramaturg, artistischer Sekretär und Regisseur am Burgtheater engagiert. Dort führte er in 26 Neuproduktionen Regie. Unmittelbar nach der Annexion Österreichs wurde er – ebenso wie die Schauspieler Fritz Blum, Fritz Strassny, Hans Wengraf sowie deren Kollegin Lilly Karoly – „beurlaubt“. Mit Wirkung vom 30. April 1938 wurden auch seine Bezüge eingestellt. Er ging ans Volkstheater und wurde auch dort von den Nationalsozialisten entfernt. Daraufhin flüchtete er nach Frankreich, wo er nach dem Einmarsch der deutschen Truppen von der Gestapo verhaftet und schließlich ins KZ Auschwitz deportiert und ermordet wurde.
Rosenthal heiratete am 20. Juni 1920 die Tänzerin Gertrud Bodenwieser (1890–1959), die mit einigen ihrer Schülerinnen rechtzeitig nach Kolumbien flüchten konnte und die sich später in Australien niederließ, wo sie auch verstarb. Sie überlebte die Zeit des Nationalsozialismus.

## Filme
- 1918: So fallen die Lose des Lebens